# Вита (футбольный клуб)
«Вита» (фр.Association Sportive Vita Club) — конголезский футбольный клуб из столичной Киншасы. Выступает в Линафут. Основан в 1935 году. Домашние матчи проводит на стадионе «Стад де Мартир», вмещающем 80 000 зрителей.

## История
«Вита» входит в тройку сильнейших и самых известных клубов ДР Конго, являясь вторым победителем Кубка Чемпионов из ДР Конго. Клуб являлся сильнейшим коллективом ДР Конго на протяжении 70-х годов, выиграв семь титулов чемпиона страны, пять раз победив в национальном Кубке и став сильнейшим клубом континента в 1973 году. В 1981 году «Вита» снова дошла до финала Кубка Чемпионов, но уступила по сумме двух встреч алжирской «Кабилии» 0:5. Это был последний на данный момент успех клуба из Киншасы на международной арене.

## Достижения

### Местные
- Чемпион ДР Конго — 14 (1970, 1971, 1972, 1973, 1975, 1977, 1980, 1988, 1993, 1997, 2003, 2010, 2014/15, 2017/18)

- Обладатель Кубка ДР Конго — 9 (1971, 1972, 1973, 1975, 1977, 1981, 1982, 1983, 2001)

### Международные
- Лига чемпионов КАФ (1)
  - Победитель: 1973